# Angels with Dirty Faces (canção)
"Angels with Dirty Faces" é uma canção do girl group britânico Sugababes. Para seu segundo álbum de estúdio de mesmo nome. Foi escrito pelos Sugababes em colaboração com os integrantes do Xenomania, Brian Higgins, Bob Bradley, Tim Powell e Matthew Del Gray. Higgins, Bradley, Powell e Gifford Noel produziram a música. Um pop e R&B uptempo com influências de dance, foi lançado em 11 de novembro de 2002 como um duplo lado A com "Stronger", como o terceiro single do álbum. A música recebeu críticas em sua maioria favoráveis dos críticos, que elogiaram sua composição e destacou-a como uma das melhores faixas do álbum.
Após o lançamento como um lado A duplo, a música atingiu o número sete no UK Singles Chart e dentro dos quarenta superiores nas paradas australiana e neozelandesa. "Angels with Dirty Faces" foi fortemente promovido através da série de televisão animada As Meninas Superpoderosas do Cartoon Network. O Merchandising foi criado para promover o lançamento do filme com base na série, enquanto o Cartoon Network Studios produziu um videoclipe animado para a música, uma reformulação do episódio "Nano of the North" da quarta temporada da série. As Sugababes a cantaram no Teatro Scala de Londres, Royal Court Theatre e King's Dock de Liverpool.

## Desenvolvimento e composição
"Angels with Dirty Faces" é o título do segundo álbum de estúdio de mesmo nome do Sugababes. O grupo começou a trabalhar no álbum logo após a saída da integrante original Siobhán Donaghy, que foi substituída por Heidi Range pela ex-integrante do Atomic Kitten, em setembro de 2001. Dentro de sete meses, compuseram quarenta faixas para o álbum, dez dos quais fizeram parte do set list final. "Angels with Dirty Faces" foi escrito pelas Sugababes em colaboração com integrantes da equipe de produção e composição britânica Xenomania, incluindo Brian Higgins, Bob Bradley, Tim Powell e Matthew Del Gray. Higgins, Bradley, Powell e Gifford Noel produziram a música.
"Angels with Dirty Faces" é uma fusão pop e R&B uptempo. É apoiado por uma batida de dance e contém elementos do hip hop. De acordo com as partituras digitais publicadas pela EMI Music Publishing, a música foi composta no tempo comum com um tempo de 110 batimentos por minuto. "Angels with Dirty Faces" apresenta um tema de poder das meninas, e de acordo com as Sugababes, trata-se de ser impertinente. Phil Udell, da revista Hot Press, comparou a música com o grupo feminino americano Destiny's Child, especificamente o single "Bootylicious" de 2001.

## Lançamento e recepção

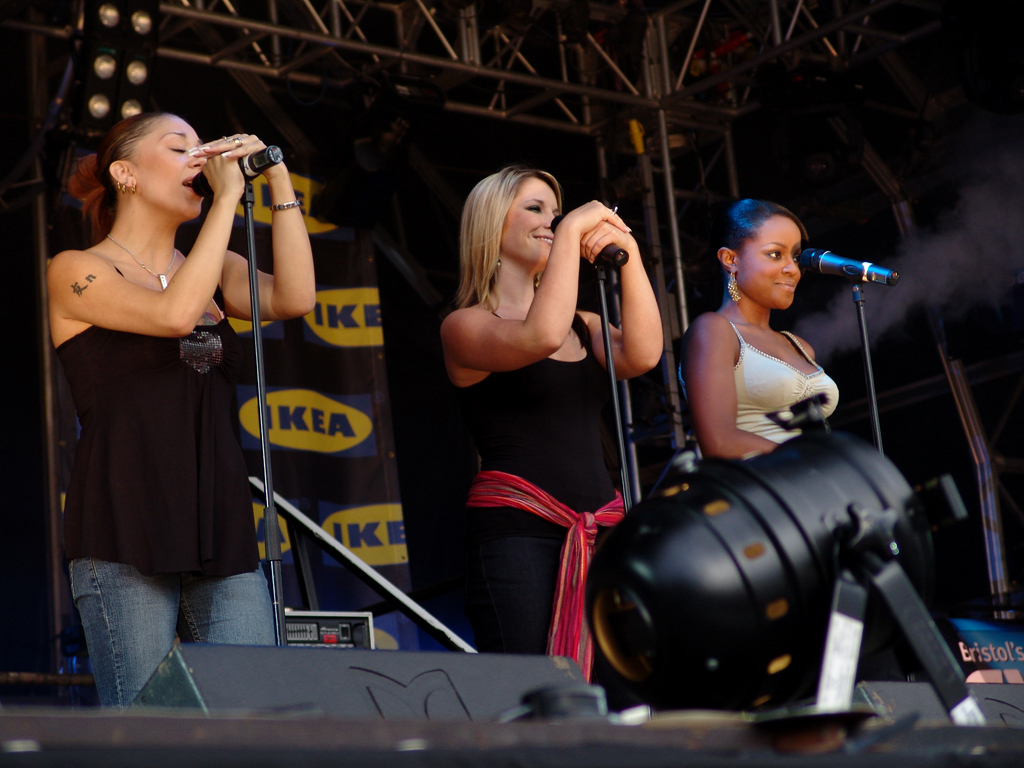
"Angels with Dirty Faces" é uma das quarenta faixas que o Sugababes escreveu para o segundo álbum.

"Angels with Dirty Faces" foi lançado como o terceiro single do álbum como parte de um duplo lado A com "Stronger". O duplo lado A foi disponibilizado como um CD single, fita cassete e Vinil em 11 de novembro de 2002. Um Audio Drive remix da música aparece nos lançamentos de vinil e CD, o último dos quais apresenta o videoclipe. De acordo com Julie Macaskill do Daily Record, a versão que aparece na versão single é "mais grosseira" em comparação com a versão do álbum.

### Resposta crítica
A música recebeu opiniões positivas geralmente críticas. O crítico da NME, Barry Nicholson, sugeriu que foi a melhor faixa do lado A duplo e elogiou sua "sensualidade de garagem elegante". Além disso, elogiou a música tão suave e tentadora. Um crítico do Daily Mirror, descreveu "Angels with Dirty Faces", bem como a faixa do álbum "Virgin Sexy", como "viva com palpitações irônicas". Julie Macaskill, do Daily Record, elogiou a mistura pop e R&B da música, que ela notou como "prova de que não há nada mais doce do que os Sugababes". Phil Udell do Hot Press admitiu que, embora seja um resto de alguma coisa do Destiny's Child, a música "não possui o senso de estilo americano". Jess Harvell, da Village Voice, criticou "Angels with Dirty Faces" como "genérico no sentido pós-swingbeat".

### Desempenho comercial
"Angels with Dirty Faces" apareceu em gráficos de singles como parte de sua dupla versão em "A" com "Stronger". Na edição de 23 de novembro de 2002 do UK Singles Chart, o single estreou e pisou no número sete, concedendo à banda o seu terceiro hit do álbum consecutivo no top dez. Ele apareceu no gráfico por treze semanas e em abril de 2010, vendeu 125 mil cópias no Reino Unido, colocando o décimo segundo na lista de músicas mais vendidas do grupo. O lado A duplo chegou ao número trinta e quatro no Australian Singles Chart, onde traçou nove semanas. No New Zealand Singles Chart, estreou em 23 de fevereiro de 2003 no número quarenta e três e alcançou o número vinte e quatro dezesseis semanas depois. O single gastou um total de dezoito semanas no gráfico, e deu aos Sugababes seu terceiro hit consecutivo no quarteirão no país.

## Promoção

### Comercial
A gravadora do Sugababes, a Universal Island, promoveu fortemente "Angels with Dirty Faces" através série de televisão animada As Meninas Superpoderosas do Cartoon Network. 250.000 cartazes que apresentavam as Sugababes e as Meninas Superpoderosas foram distribuídos em cinemas, enquanto outros 500.000 pôsteres foram entregues às lojas da cadeia de supermercados Asda. No total, a Universal Island obteve o equivalente a uma cobertura média de £1,5 milhão estimada. O contrato da gravadora com a série resultou em um videoclipe animado para a música, produzido pelo Cartoon Network Studios. Foi cantado antes de todas as exibições do filme durante sua versão no cinema como recurso de suporte. O videoclipe também foi incluído no jogo de videogame de PlayStation 2 The Powerpuff Girls: Relish Rampage. Os personagens de desenho animado do Sugababes do clipe foram apresentados nos desktops de computadores personalizados que foram promovidos pelo grupo.
Os canais de vídeo "Nano of the North", um episódio da quarta temporada do As Meninas Superpoderosas, em que cada integrante do Sugababes é retratada por uma Menina poderosa. O clipe abre com uma cena do professor Utonium dirigindo em seu carro. Enquanto isso, uma nuvem negra paira sobre Townsville e logo começa a chover e dissolve a cidade. Quando o professor Utonium chega em casa, As Meninas Superpoderosas são mostradas assistido as Sugababes na televisão, embora o clipe seja interrompido com um Plantão de notícias que diz "Robot Rain Terroriza Townsville". O professor Utonium consegue recuperar as Sugababes e infunde-os com o Chemical X. Ele encolhe-os em um tamanho microscópico, coloca-as em uma jarra de vidro e sai do carro com elas. Ele sai do carro, mas se desloca, fazendo com que o frasco caia e quebre. As Sugababes, desempenhando os papéis de Meninas Super Poderosas, lutam contra os Nanobots com seus super poderes. No entanto, um gigantesco Nanobot logo aparece, e posteriormente derrota as Babes através de uma força superior. O professor Utonium testemunha o incidente e esmaga o Nanobot com o pé. A chuva subsequentemente pára e aparece o sol, no qual as pessoas da cidade começam a comemorar. Quando as cantoras do grupo foram questionados sobre sua reação com o vídeo e sua animação, Keisha Buchanan, integrante do grupo, respondeu: "Foi tão divertido nos ver assim no desenho animado do Powerpuff Girls. O vídeo parecia muito com nossas personalidades com esses três personagens, então foi muito divertido de assistir realmente."

### Ao vivo
As Sugababes cantaram "Angels with Dirty Faces" no Scala Theatre, em Londres, em 11 de novembro de 2002. Betty Clarke, do The Guardian, descreveu os vocais do grupo durante a performance como "limpa e inalterado" e observou a presença de mudanças no som e na imagem do grupo. A banda cantou no Royal Court Theatre, Liverpool em 27 de março de 2003 como o primeiro show de sua turnê no Reino Unido. Foi a música de abertura do show, que continha uma multidão de mil pessoas. "Angels with Dirty Faces" também foi a primeira música que elas tocaram durante sua set de oitenta minutos em 11 de julho de 2003 no King's Dock, Porto de Liverpool, como parte do festival de música Liverpool Summer Pops.